# Elísabet Benavent
Elísabet Benavent (Gandia, 1984), coneguda a les seves xarxes socials com Betacoqueta, és una escriptora valenciana que es posiciona com a una de les escriptores més rellevants de la novel·la romàntica. Va començar les seves aventures en el món literari amb l’autoedició del seu primer llibre En los zapatos de Valeria (2013).
La seva obra és considerada un èxit en més de 10 països i ha estat considerada "la veu massiva de tota una generació".

## Biografia
Va estudiar a València la carrera de Comunicació Audiovisual a la Universitat Cardenal Herrera CEU. Més tard, a Madrid, va cursar un màster a la Universitat Complutense sobre Comunicació i Art.
La seva afició pels libres es desperta des de molt petita i, no sap exactament com, però va començar a escriure. Pocs mesos després d’autopublicar el seu llibre En los zapatos de Valeria (2013) a Internet, l'Editorial Suma va publicar la novel·la com a primer llibre de la saga Valeria, que va ser continuada per Valeria en el espejo(2013), Valeria en blanco y negro (2013), Valeria al desnudo (2013) i finalment El diario de Lola (2015).Gràcies a l’èxit que va tenir, es va estrenar a Netflix al 2020 una sèrie basada en aquestes novel·les que tracten sobre la vida d'un grup d’amigues.
A l’any 2014 dona a conèxer, per una banda, Mi elección, una trilogia formada per Alguien que no soy (2014), Alguien como tú (2015) i Alguien como yo (2015); d’altra banda, Silvia (2014)', una bilogía formada per Persiguiendo a Silvia i Encontrando a Silvia. Al 2017 arriba Mi isla i una altra bilogía titulada Horizonte Martina on están inclosos els títols Martina con vistas i Martina en tierra firme.
Arriba 2017 i publica Sofía, una bilogía formada per La magia de ser Sofía i La magia de ser nosotros. Aquest mateix any també publica Este cuaderno es para mí,un llibre que fa servir com a diari. Un any després, publica Fuimos canciones i Seremos recuerdos, una bilogía titulada Canciones y recuerdos que l’any 2020 va donar lloc a una pel·lícula protagonitzada per María Valverde i Álex González.
Al 2019 publica Toda la verdad de mis mentiras i al 2020 Un cuento perfecto, que al 2021 Netflix confirma que es farà una serie basada en aquesta historia. Tracta de dos personatges molt diferents que tenen una connexió de forma immediata.
En aquests dos darrers anys publica El arte de engañar al karma (2021) i Todas esas cosas que te diré mañana (2022). La seva última creació és titulada Los abrazos lentos (2022) on parla sobre algunes reflexions, prosa poética i històries breus.
Entre totes les seves publicacions, Elísabet Benavent ha venut uns 3.000.000 exemplars.

## El fenomen Benavent
El fenomen Benavent neix a Internet sota el seu pseudònim Beta Coqueta, on la segueixen una serie de dones; elles son les seves "coquetas". A més a més, la cal·lifiquen com "la veu d’una generació", tot i que ella pensa que són paraules que li venen una mica grans.

## Obres

### En los zapatos de Valeria
- En los zapatos de Valeria (2013)[8]
- Valeria en el espejo (2013)[9]
- Valeria en blanco y negro (2013)[9]
- Valeria al desnudo (2013)[9]
- El diario de Lola (2015, Penguin Random House)[10]

### Mi elección
- Alguien que no soy (2014)[12]
- Alguien como tú (2015)[13]
- Alguien como yo (2015)[13]
- Tras las huellas de Alba, Hugo y Nico (2016, Suma de letras)[30]

### Silvia
- Persiguiendo a Silvia (2014)[14]
- Encontrando a Silvia (2014)[14]
- Epílogo

### Horizonte Martina
- Martina con vistas al mar (2016)[16]
- Martina en tierra firme (2016)[16]

### Sofía
- La magia de ser Sofía (2017)[17]
- La magia de ser nosotros (2017)[18]

### Canciones y Recuerdos
- Fuimos canciones (2018, Suma)[20]
- Seremos Recuerdos (2018, Suma)[21]

### Altres novel·les
- Mi isla (2017)[15]
- Toda la verdad de mis mentiras (2019)[23]
- Un cuento perfecto (2020)[24]
- El arte de engañar al karma (2021)[26]

- Este cuaderno es para mí (2017)
- Todas esas cosas que te diré mañana (2022)[4]
- Como (no) escribí nuestra historia (2023)
- Esnob (2024)

### Altres publicacions
- Este cuaderno es para mí (2017)[19]
- Los abrazos lentos (2022)[27]

Totes les seves novel·les han estat publicades per Suma de letras, un segell de Penguin Random House.

## Adaptacions a la pantalla

### Valeria
A causa de la seva immensa popularitat que va tenir a les xarxes socials, la Editorial Suma va publicar la novel·la com a primer llibre de la saga Valeria. L'any 2020, la sèrie Valeria es va estrenar a Netflix a més de 190 països i va batre rècords d'audiència.
- Càsting:

Aquesta serie está protagonitzada per la Diana Gómez, la Paula Malia, la Silma López i la Teresa Riott.

### Fuimos canciones
A l’octubre de 2020 es va estrenar a Netflix aquesta pel·lícula basada en la bilogía Canciones y Recuerdos.

### Un cuento perfecto
Netflix va donar llum verda a l’octubre de 2022 per començar a rodar una serie basada en la novel·la del mateix títol.
- Càsting:

Els seus protagonistes seràn l'Anna Castillo i l'Álvaro Mel.